# Рестарт (коаліція)

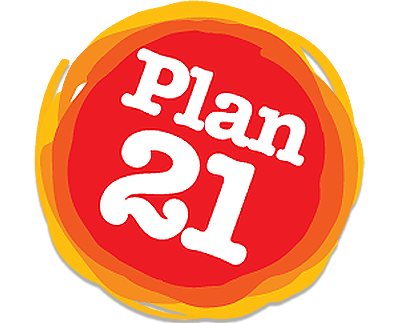
Логотип програмового документу коаліції.

Коаліція «Рестарт» (хорв. Restart koalicija) — політичний союз у Хорватії, утворений 2010 року під назвою «Союз за зміни» (Savez za promjene). До парламентських виборів 2020 року був відомий як «Народна коаліція» (хорв. Narodna koalicija), яка налічувала чотири хорватські ліві і лівоцентристські партії. На парламентських виборах 2015 виступала під назвою «Хорватія росте» (хорв. Hrvatska raste), включаючи шість партій та здобувши 56 місць.
До 2015 року коаліція мала назву «Кукуріку» (хорв. Kukuriku koalicija) і складалася з чотирьох представлених у парламенті лівоцентристських партій, які сформували уряд Зорана Мілановича, що керував з кінця 2011 до кінця 2015 року. З вищеназваної коаліції в наступну («Хорватія росте») ввійшло тільки три партії (Демократична асамблея Істрії пішла на вибори окремо).

## Назва
За свою коротку історію коаліція неодноразово змінювала назву і частково склад. 
Її першу дещо жартівливу назву «Кукуріку» взято від однойменного ресторану в Каставі, де члени коаліції вперше зібралися в липні 2009 року.
Оскільки назва стала загальновідомою, її в кінцевому підсумку затвердили офіційною назвою коаліції.

## Учасники

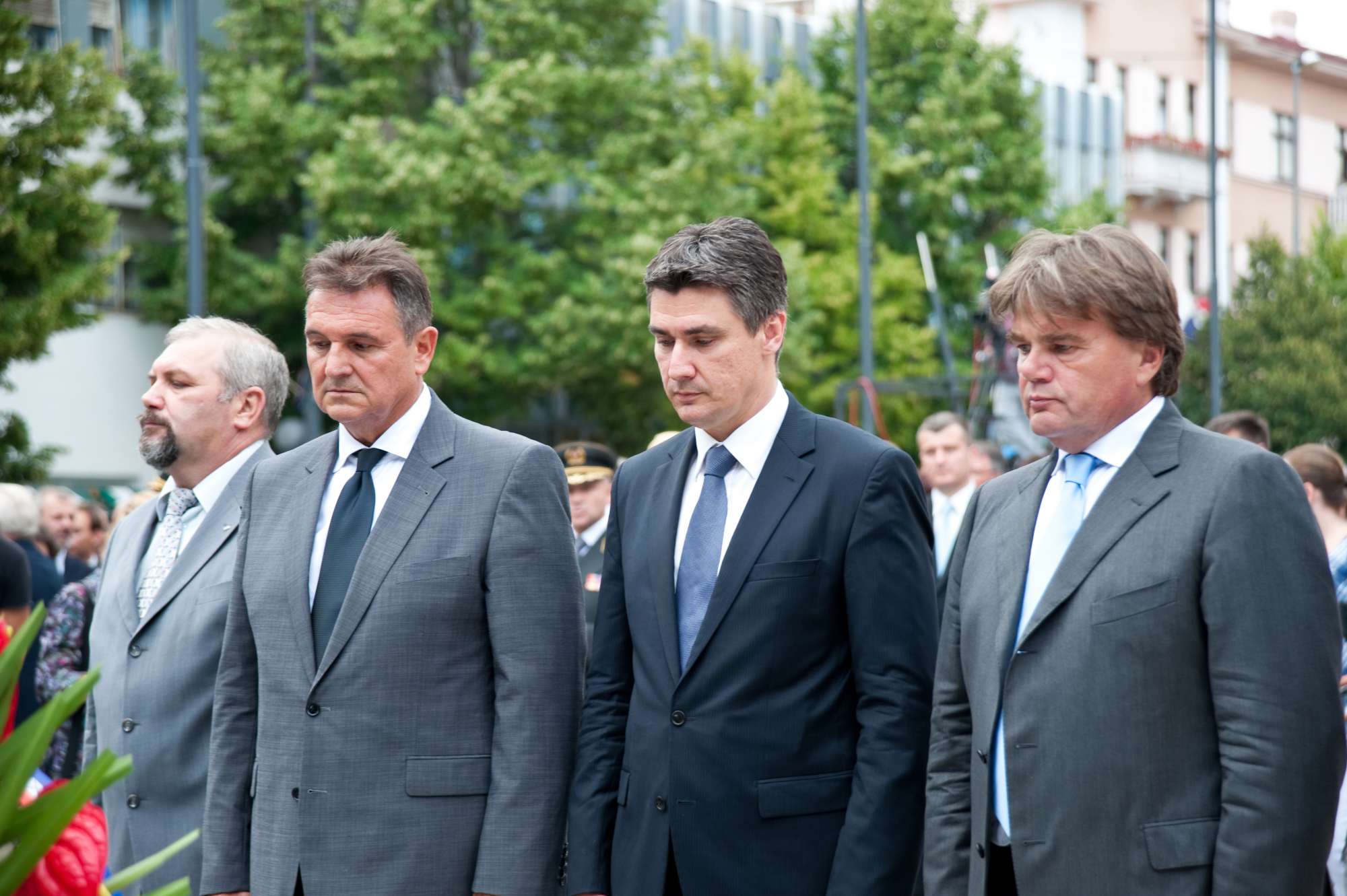
Провідники чотирьох партій-членів. Зліва направо: Сілвано Хреля (ХПП), Радимир Чачич (ХНП-ЛД), Зоран Міланович (СДП), Іван Яковчич (ДАІ)

Коаліція «Кукуріку» складалася з чотирьох лівоцентристських політичних партій у хорватському парламенті:
- Соціал-демократична партія Хорватії під керівництвом Зорана Мілановича, соціал-демократична партія, що за результатами виборів 2011 володіла у парламенті 61 місцем зі 151.
- Хорватська народна партія — ліберал-демократи, яку тоді очолював Радимир Чачич, ліберальна партія, що у 2011 завоювала 14 парламентських місць зі 151.
- Демократична асамблея Істрії під проводом Івана Яковчича, регіональна і ліберальна партія, яка на той час посіла 3 зі 151 місця у парламенті.
- Хорватська партія пенсіонерів на чолі з Сілвано Хреля, партія, націлена на чітко визначений назвою електорат, переймається правами пенсіонерів, у парламенті Хорватії мала 3 місця зі 151.

Створена 8 вересня 2015 коаліція «Хорватія росте» охоплювала шість партій:
- Соціал-демократична партія Хорватії
- Хорватська народна партія — ліберал-демократи
- Хорватська партія пенсіонерів
- Хорватські лейбористи – Партія праці
- Автентична хорватська селянська партія — дрібна непарламентська партія, що звертається до витоків ХСП Степана Радича
- Загорська партія — регіональна партія Хорватського Загір'я

## Історія
Ідея єдиного партійного списку головних лівоцентристських партій СДП і ХНП-ЛД обговорювалася на парламентських виборах у 2007 р., однак, остаточно, кожна з партій змагалася за голоси виборців окремо. Вибори привели до формування партією ХДС другого уряду Іво Санадера і повернення СДП в опозицію. Після відставки прем'єр-міністра Іво Санадера три партії — СДП, ХНП-ЛД і ДАІ — почали докладніше обговорювати можливість участі в наступних загальних виборах. 23 листопада 2010 р. ці три партії вкупі з Хорватською партією пенсіонерів підписали декларацію «Союз за зміни», офіційно підтверджуючи їхній намір спільно виступити на наступних виборах.
15 липня 2011 р., на другу річницю першої неофіційної зустрічі керівників цих чотирьох партій у Каставі, на площі святого Марка спільну участь на виборах документально оформлено підписанням коаліційного договору під офіційною назвою «Угода про спільний виступ на виборах у Хорватський Сабор».
15 вересня 2011 р. коаліція офіційно представила в Загребі свою загальну програму під назвою «План 21» (за кількістю розділів програми).
Напередодні парламентських виборів 2015 коаліцію покинула Демократична асамблея Істрії, яка вирішила брати участь у виборах самостійно. Натомість до коаліції приєдналися хорватські лейбористи, а також дві дрібні партії: Автентична хорватська селянська партія та регіональна Загорська партія. Угоду про створення нової коаліції під назвою «Хорватія росте» підписали 8 вересня 2015 у Вільній зоні Вараждин керівники шістьох партій: Зоран Міланович (СДПХ), Весна Пусич (ХНП-ЛД), Сілвано Хреля (ХПП), Ненсі Тірелі (ХЛ-ПП), Станко Грчич (Автентична хорватська селянська партія) та Мілєнко Єрнеїч (Загорська партія). А вже 16 липня 2016 СДПХ, ХНП-ЛД, ХПП і ХСП перед лицем дострокових виборів підписали нову коаліційну угоду в Забоку і тим самим перезаснували коаліцію під новим ім'ям «Народна коаліція» (хорв. Narodna koalicija).
Напередодні парламентських виборів 2020 п'ять партій СДПХ, ХСП, ХПП, ГЛАС і «СНАГА» (Партія народного і громадянського активізму) домовились утворити коаліцію «Рестарт». У травні 2020 року до коаліції приєдналися партія «Незалежний список Даміра Байса» та Демократичний альянс Меджимур'я, а в червні того ж року коаліція ще раз розширилася, включивши в себе Демократичну асамблею Істрії та Альянс Примор'я-Горського Котара.